# دریاچه زرندی
دریاچه زرندی (به قزاقی: Lake Zerendi) یک دریاچه در قزاقستان است که در شهرستان زرندی واقع شده‌است.